# 요세프 바시체크
요세프 바시체크(체코어: Josef Vašíček, 1980년 9월 12일 ~ 2011년 9월 7일)는 체코의 아이스하키 선수이며, 포지션은 센터이다.
1996년 체코 엑스트라리가의 HC 슬라비아 프라하의 유스팀에 입단했으며, 1998년 NHL 드래프트에서 4순위로 캐롤라이나 허리케인스의 선택을 받았으나 곧바로 온타리오 하키 리그의 솔트 세인트 마리 그레이하운즈로 팀을 옮겨 데뷔하였다. 이후 2000년 캐롤라이나 허리케인스로 복귀했으며, 시즌 도중 인터내셔널 하키 리그의 신시내티 사이클론즈 소속으로 활약했다가 시즌 종료 후 캐롤라이나 허리케인스로 돌아왔다. 그 뒤 2004년 HC 슬라비아 프라하로 복귀했으며, 시즌 종료 후 캐롤라이나 허리케인스로 다시 돌아왔다. 이후 2006년 내슈빌 프레더터스 소속으로 활약했다가 시즌 종료 후 캐롤라이나 허리케인스로 다시 돌아왔으며, 2007년 뉴욕 아일런더스와 계약해 활약한 뒤 시즌 종료 후 콘티넨탈 하키 리그의 로코모티프 야로슬라블로 이적하였다.
또한 체코 아이스하키 국가대표팀 소속으로 2010년 동계 올림픽과 세 번의 세계 아이스하키 선수권 대회(2003년, 2005년, 2009년)에에 출전했으며, 이 중 2005년 세계 아이스하키 선수권 대회 금메달을 따는 데 기여하였다.
2011년 9월 7일 HC 디나모 민스크와의 콘티넨탈 하키 리그 개막전을 치르기 위해 Yak-42를 타고 이동하던 도중 벨라루스 민스크-1 공항에서 2km 떨어진 지점에서 항공 사고가 발생했으며, 바시체크를 포함한 탑승객 44명이 그 자리에서 사망하였다.

## 같이 보기
- 로코모티프 야로슬라블 비행기 추락 사고